# Xã Clay, Quận Hamilton, Indiana
Xã Clay (tiếng Anh: Clay Township) là một xã thuộc quận Hamilton, tiểu bang Indiana, Hoa Kỳ. Năm 2010, dân số của xã này là 83.293 người.